# François Louis Thomas Francia
Pour les articles homonymes, voir Francia.
Ne doit pas être confondu Alexandre Thomas Francia, son fils.
François Louis Thomas Francia (1772 - 1839) était un peintre paysagiste français réputé pour ses talents d'aquarelliste.

## Biographie
Né à Calais le 21 décembre 1772, Louis Francia est le fils du directeur de l'hôpital militaire de cette cité. Élève de l'école de peinture de sa ville natale, il suit son père en émigration à Londres en 1790. Il commence à exposer à la Royal Academy of Arts en 1795. Ami du célèbre aquarelliste Thomas Girtin, dont le style influence sa première manière, il est membre des Brothers, la société de dessin fondée par celui-ci à Londres en 1799. Secrétaire de la Société des aquarellistes, peintre du duc d'York, il est vainement candidat à un siège de membre associé à la Royal Academy en 1816. Rentré à Calais à la suite de cet échec, il y initie à son art en 1817 le jeune peintre peintre anglais Richard Parkes Bonington. En 1827, il fait la connaissance de William Wyld (1806-1889) qui vient d'être nommé secrétaire du Consulat Britannique à Calais et est passionné de peinture. Il initie à son art le diplomate, qui devint ensuite un célèbre peintre franco-britannique spécialiste de l'orientalisme. À la fin de sa vie, Francia expose au Salon à Paris. 
Son œuvre personnelle se compose de dessins paysagistes de facture naturaliste. Ses sources d'inspiration favorites sont les vues côtières (plages, ports, estuaires, scènes de pêche) mais n'exclut pas les motifs ruraux (forêt, bocage, chemins, ponts, chaumières, moulins). On  lui connaît aussi des marines (tempêtes, naufrages) et des vues de Paris (Vue de St. Eustache depuis la Rue Montmartre, 1830). Louis Francia meurt le 5 février 1839 à Calais.
En raison de sa clientèle britannique, on trouve l'essentiel de son œuvre dans différentes institutions anglo-saxonnes (Fine Arts Museums de San Francisco, Carnegie Museum of Art à Pittsburgh, Indiana University Art Museum à Bloomington, Carleton University Art Gallery au Canada, Courtauld Institute à Londres, Norwich Castle Museum and Art Gallery, Museums & Art Gallery de Birmingham, Ashmolean Museum à Oxford). La collection la plus importante semble être celle réunie à Londres par la Tate Gallery. Le musée de Calais, sa ville natale, possède également cinq de ses marines.

## Un fils peintre à succès
Son fils et élève Alexandre Thomas Francia (Londres, 1815 - Bruxelles, 1884) fut également un peintre et aquarelliste reconnu, spécialisé dans les marines. Il mena une carrière internationale, exposant au Salon dès 1835 à Paris, puis à Londres, Vienne (où il est médaillé à l'exposition de 1873), Anvers et Bruxelles. Fixé en Belgique, il fut créé chevalier de l'Ordre de Léopold au titre de ses mérites artistiques.

## Œuvres en ligne
- Le fonds de 63 gravures de Louis Francia conservé par la Tate Collection
- Le fonds des 77 œuvres de Louis Francia conservées par le musée des beaux-arts de Calais